# Prunus pleiantha
Prunus pleiantha är en rosväxtart som beskrevs av Pilger. Prunus pleiantha ingår i släktet prunusar, och familjen rosväxter. Inga underarter finns listade i Catalogue of Life.